# Francesco Durante
Francesco Durante (Frattamaggiore, 31 de março de 1684 – Nápoles, 30 de setembro de 1755) foi um compositor da Itália.

## Biografia
Francesco nasceu em Frattamaggiore, no Reino das Duas Sicílias, e ainda muito jovem encontrou no Conservatorio dei poveri di Gesù Cristo, em Nápoles, onde recebeu aulas de Gaetano Greco. Posteriormente, tornou-se pupilo de Alessandro Scarlatti no Conservatorio di Sant'Onofrio. Supõem-se que ele também estudou com Bernardo Pasquini e Giuseppe Ottavio Pitoni em Roma, e ainda no exterior, ainda que não exista evidência documentada. Ele sucedeu Scarlatti em 1725 como primo maestro no Sant' Onofrio, permanecendo até 1742, quando sucedeu Porpora como líder do Conservatorio di Santa Maria di Loreto, também em Nápoles. A partir de 1745 passou a liderar também em Sant'Onofrio a Capuana. Permaneceu nos postos até sua morte treze anos mais tarde.

## Influência
Francesco teve fama considerável como professor, e entre seus pupilos estavam Niccolò Jommelli, Giovanni Paisiello, Giovanni Battista Pergolesi, Niccolò Piccinni e Leonardo Vinci. Ao lecionar ele insistia na observação às regras, diferindo de Scarlatti, que tratava seus alunos como indivíduos. Uma coleção completa do seu trabalho foi apresentada por Selvaggi, um colecionador napolitano de arte, à biblioteca de Paris. Ele consistia quase que exclusivamente de obras sacras. A biblioteca imperial de Viena preserva uma coleção de manuscritos do compositor.
O fato dele nunca ter composto para os palcos das óperas resultou numa fama exagerada como compositor de música sacra. Apesar de ter sido um dos melhores compositores para igreja de seu estilo e período, atualmente ele é considerado inferior a tanto Leonardo Leo quanto Alessandro Scarlatti, e parece ter fundado a escola sentimental da música religiosa italiana. Entre suas obras estavam todos os gêneros litúrgicos e devocionais da época.

## Media
|                                                    | Vergine tutto amore |
| Problemas para escutar este arquivo? Veja a ajuda. |                     |

## Obras
Fontes:

### Música

#### Composições de voz
- Prodígios da misericórdia divina para com os devotos do glorioso S. Antonio di Padua, (piada dramática de A. Ronaldi), Nápoles, 13 de junho de 1705, música perdida;

#### Cantatas, duetos, árias
- Vincesti pur vincesti;
- Dove infelice;
- Sei cantate spirituali per alto, basso continuo
- Lascia alfin mio core;
- Dunque fra pochi stanti;
- Chi per pietà con Non più figlio;
- Al risuonar di spaventose.
- Due Atti di contrizione per gli alunni dei Conservatorio dei Poveri di Gesù Cristo
- De più pene al fiero aspetto, re maggiore, 1 voce;
- De più pene al fiero aspetto, fa maggiore, 1 voce.
- Almen se non poss'io (aria), per soprano;
- De sventura passo l'ore (aria), soprano;
- Ciel se mai giusto sei, soprano, basso continuo;
- A sue sponde torna il ruscello, soprano, basso continuo;
- A che date (aria), soprano;
- 11 duetos de câmara baseados em cantatas de Scarlatti para soprano, alto, baixo contínuo
  - Andate o miei sospiri,
  - Son io barbara donna,
  - Qualor tento scoprir,
  - Alme, voi che provaste,
  - Mitilde, alma mia,
  - O quante volte,
  - Mitilde, mio tesoro,
  - Fiero acerbo destin,
  - La vezzosa Celinde,
  - Amor, Mitilde, è morta,
  - Dormono l'aure estive,
  - Alfin m'ucciderete
  - Solitudine care (do primeiro recitativo da cantata Solitude de A. Scarlatti), soprano, alto, baixo contínuo)
- Duetos para soprano, contralto e baixo continuam das cantatas de A. Scarlatti
  - Questo silenzio,
  - Dolce piange,
  - Or mentre io dormo,
  - Sia pur sonno di morte,
  - Deh mio ben,
  - E pur vuole il cielo,
  - In si duro martire,
  - O penosa lontananza,
  - Così pietade (Da Flora e Tirsi);
- Cânones sobre textos de Metastasio para 3 sopranos
  - Ah che destino,
  - Al povero amore,
  - Chi vive amante,
  - Chi vivere vuoi contento,
  - Comincio solo,
  - Di libertà son privo,
  - La sorte tiranna,
  - Mi vien in odio il solfeggiar,
  - No non parlar d'amor,
  - Perché vezzosi rai,
  - Se un vero amante,
  - So che vanti un core,
  - Voi sole.

#### Oratori
- La cerva assetata ovvero L'anima nelle fiamme della gloria (Nápoles, 18 de fevereiro de 1719, música e libreto perdidos);
- Abigaile (Roma, 22 de novembro de 1736);
- S. Antonio di Padova (G. Terribilino; Veneza, 1754);
- Cinque cori per la tragedia Flavio Valente di A. Marchese (Nápoles, 1729).

#### Música instrumental
- Concertos para Quarteto em Fá menor,
- Concertos para Quarteto em Sol menor,
- Concertos para Quarteto em Mi bemol maior,
- Quarteto Concertos em Mi menor,
- Concertos para Quarteto em lá maior,
- Concertos para quarteto em dó maior,
- Concertos para Quarteto em lá maior (com o nome “La pazzia”);
- Concerto em si bemol maior para cravo e cordas (cerca de 1750);
- Sonata em lá maior para violino e cravo (fragmento);
- Sonata para cravo em Sol menor, Nápoles 1732
- Sonata para cravo em ré maior, Nápoles 1732
- Sonata para cravo em dó menor, Nápoles 1732
- Sonata para cravo em lá maior, Nápoles 1732
- Sonata para cravo em fá menor, Nápoles 1732
- Sonata para cravo em si bemol maior, Nápoles 1732
- Sonata, em dó maior, 2 violinos, contínuo;
- Sonata, em si bemol maior, 2 violinos, baixo contínuo;
- Sonata, Mi menor, 2 violinos, contínuo;
- Sonatas para cravo solo em sol maior; duvidoso
- Sonatas para cravo solo em dó menor; duvidoso
- Sonatas para cravo solo em sol maior; duvidoso
- Sonatas para cravo solo em fá maior; duvidoso
- Sonatas para cravo solo em ré maior; duvidoso
- Sonatas para cravo solo em dó maior; duvidoso
- Sonata para cravo solo em lá maior, duvidosa
- Partitas e sonatas, D maior;
- Sonata, Dó menor, cravo;
- Tocatas para cravo em fá maior,
- Sonata em dó maior
- Fuga em sol maior;
- Tocata D menor;
- Tocata em si bemol maior;
- Tocata em lá menor;
- Tocata em dó maior,
- Tocata em Ré menor,
- Tocata em dó maior,
- Tocata em lá maior;
- Toccata, em dó menor, cravo;
- Exercício ou sonata, em dó maior, órgão;
- Invertura, em dó maior, órgão;
- Outras peças didáticas para cravo.

### Música sacra

#### Missas
- Missa S. Lidefonso para S.Giacomo degli Spagnuoli, em ré menor, 5 vozes, 1709;
- Kyrie, em ré menor e Gloria, em dó maior, 4 vozes, 1734;
- Falta curta, Fá maior, 4 vozes, 1734;
- Missa em sol maior, 1742, fragmentos;
- Missa in afflictionis tempore, Fá maior, 5 vozes, 1749;
- Missa em lá maior, 8 vozes, 1753;
- Missa em dó maior, 5 vozes;
- Missa em sol maior, 5 vozes;
- Missa em sol maior, 4 vozes;
- Missa com canto fixo "Sancte Michael defend nos" Ré maior, 5 vozes;
- Missa em ré maior, 4 vozes;
- Missa pastoral, Ré maior, 4 vozes;
- Missa em Ré maior;
- Missa em ré maior, 4 vozes;
- Missa in pastorale, Lá maior, 4 vozes;
- Mix pastoral, lá maior, 4 vozes, baixo contínuo;
- Missa em si bemol maior, 5 vozes;
- Missa em si bemol maior, 4 vozes;
- Missa em dó menor, 5 vozes;
- Três ciclos de missas: em dó maior, 3 vozes e contínuo;
- Missa a capella em dó maior, 3 vozes e contínuo;
- Missa em Palestrina, Ré menor, 4 vozes e baixo contínuo, 17 de outubro de 1739;
- Duas missas (Kirye, Gloria, Credo), ambas duvidosas - em sol maior, 4 vozes;
- Missa em lá menor, 9 vozes.

#### Motetos
- Ad presepe come (moteto pastoral), 4 vozes;
- Ave virgo sancti amoris, soprano;
- Acorde cessante, Ré maior, 5 vozes;
- Cito pastor, 4 vozes;
- Jam si redit brilhante, 8 vozes;
- Jam videtur, 4 vozes;
- Misericórdias Domini, 8 vozes;
- Nascere, nascere dive puellule (para o Natal), alto e baixo contínuo;
- O sapientia (em pastoral), soprano;
- Sacerdotes sancti, soprano, contralto, 1713;
- Surge aurora, 4 vozes;
- Fame Surge, 5 entradas;
- Sonatas Tacete, 4 vozes.

#### Antífonas, sequências, hinos
- Alma Redemptoris, Mi bemol maior, baixo, dezembro de 1739;
- Alma Redemptoris, sol menor, soprano, 1739;
- Ergo sum panis, 4 vozes e contínuo;
- Recordatus mei Deus, para tenor, baixo;
- Salve Regina, Fá maior, para baixo;
- Salve Regina (para o Sr. Praun), Ré menor, 1739;
- Salve Regina, Ré menor, barítono, baixo, sa1753;
- Salve Regina (para alunos do Conservatório S.Onofrio), em Mi menor, para soprano;
- Veni sponsa Christi, D maior, 4 vozes;
- Veni sponsa Christi, D maior, 5 vozes;
- Aste confessor, a 4 vozes;
- Nunc dimittis, para 5 vozes, 1749;
- O divi amoris (hino a São Francisco), a 4 vozes;
- Ó glorioso dominó, Lá maior, a 5 vozes;
- Pance lingua, para 5 vozes;
- Inviolada completa, soprano;
- Stabat Mater, 2 sopranos e baixo contínuo;

#### Clipes de missas
- Glória, Ré maior, para 8 vozes;
- Credo, sol maior, para 4 vozes;
- Credo, sol maior, para 5 vozes;
- Creed, o maior, para 4 vozes;
- Credo, Sanctus, Agnus Dei, Ré maior, a 4 vozes;

#### Réquiem
- Pequena missa de repouso (sem Dies irae), Sol maior, a 3 vozes;
- Missa em Fá maior, para 4 vozes;
- Missa em Lá menor, para 3 vozes;
- Missa em sol menor, para 4 vozes, 27 de novembro de 1738;
- Missa dos mortos, dó menor, para 8 vozes, Roma 1746;
- Missa fúnebre curta, a 4 vozes.

#### Magnificat
- Magnificat em Ré maior, para 4 vozes, contínuo;
- Magnificat em si bemol maior, para 5 vozes;
- Magnificat em si bemol maior, para 4 vozes, contínuo;
- Magnificat em lá menor, para 4 vozes;
- Magnificat em lá menor, para 8 vozes, 1752;
- Magnificat em Ré menor, para 4 vozes;
- Magnificat em dó menor, para 4 vozes, baixo contínuo;
- Magnificat em Mi bemol maior, para 3 vozes, contínuo;
- Magnificat, C menor, para 4 vozes;

#### Salmos
- Beatus vir, Dó maior, para 4 vozes;
- Beatus vir, Dó maior, para 4 vozes;
- Beatus vir, Dó maior, para 5 vozes 1715;
- Beatus vir, lá maior, para 5 vozes 1735;
- Beatus vir, Fá maior, para 4 vozes;
- Beatus vir, lá maior, para 4 vozes;
- Beatus vir, C menor, para 3 vozes;
- Confitebor, Rei-Mor, novembro de 1744;
- Confitebor, lá maior, para 4 vozes;
- Confitebor, Mi menor, para 4 vozes;
- Dixit Dominus, D maior, para 4 vozes;
- Dixit Dominus, D maior, para 5 vozes;
- Dixit Dominus, Ré maior, para 5 vozes, 1751;
- Dixit Dominus, D maior, para 5 vozes;
- Dixit Dominus, D maior, para 5 vozes, 1753;
- Dixit Dominus, D maior, para 5 vozes, 1753;
- Dixit Dominus, Fá maior, para 8 vozes;
- Dixit Dominus, Si bemol maior, para 3 vozes, contínuo;
- Laetatus sum, para 4 vozes;
- Laudate pueri, Dó maior, para 4 vozes, baixo contínuo;
- Laudate pueri (conhecido como o Grotesco), sol maior, para 4 vozes, 1732;
- Laudate pueri, sol maior, para 8 vozes;
- Laudate pueri, Ré maior, para 8 vozes, 1714;
- Laudate pueri, lá maior, para 1 voz;
- Laudate pueri, lá maior, para 4 vozes.
- Memento Domine David (concurso para a capela real), para 8 vozes, baixo contínuo, 21 de abril de 1745;
- Miserere (para os falecidos), a 3 vozes;
- Miserere (para a igreja de S. Nicoldi Bari), para 5 vozes, baixo contínuo, 1754. Edição moderna editada por Giovanni Acciai. Milão, Edições Suvini Zerboni, 1995;
- Misericórdias Domini, C menor, para 8 vozes, contínuo;
- Misericórdias Domini, C menor, para 8 vozes, contínuo;
- Nisi Dominus, para 4 vozes;
- Protexisti me Deus (concurso para a Capela Real de Nápoles), para 5 vozes baixo contínuo, 21 de abril de 1745
- Vésperas curtas (Dixit dominus), Dó maior, para 4 vozes;

#### Ofertantes
- Domine Jesu Christe, para 8 vozes, contínuo;

### Outras obras

#### Ladainha para a Bem-Aventurada Virgem Maria
- Ladainha da Bem-Aventurada Virgem Maria em lá menor, para 4 vozes
- Ladainha da Bem-Aventurada Virgem Maria em mi menor, soprano, contralto
- Ladainha da Bem-Aventurada Virgem Maria em sol menor, para 4 vozes
- Ladainha da Bem-Aventurada Virgem Maria em fá menor, para 4 vozes, 1750
- Ladainha da Bem-Aventurada Virgem Maria em Mi menor, para 4 vozes
- Ladainha da Bem-Aventurada Virgem Maria em sol menor, 4 vozes

#### Respondentes
- Responsórios de Semana Santa e Miserere, para 3 vozes, baixo contínuo;
- Si quaeris miracula (responsável de Santo Antônio), soprano;
- Responsório Omnes Amici, para 3 vozes, baixo contínuo;

#### Música secular
- 6 cantatas espirituais para Alto e Contínuo;
- Ato de contrição (para alunos do Conservatório de Jesus Cristo) a 1 voz;
- 12 duetos de câmara com contínuo;
- 13 cânones a 3 vozes sobre textos de Metastasio;
- outros madrigais e árias para 1-2 vozes e contínuo.

#### Composições pedagógicas
- Partimenti ou estudo completo dos números para tocar bem o cravo,
- 13 duetos de soprano;
- 4 cânones, para 2 sopranos;
- Ludus puerorum para duas canções;
- 5 duetos de solfejo, para soprano, baixo.

## Discografia
- Solfèges d'Italie, No. 137: "Danza, danza, fanciulla gentile", with Frederica von Stade (mezzo-soprano) and Martin Katz (piano), CBS, 1982